# Projecte Uruz

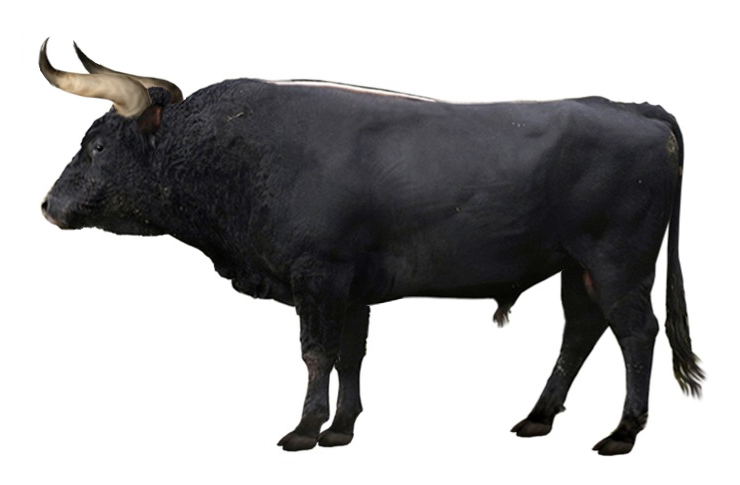
Impressió artística d'un bou ur trobat a Braunschweig, Alemanya.

El Projecte Uruz tenia l'objectiu de reproduir els urs extingits (Bos p. primigenius). Uruz és l'antiga paraula germànica que significa ur. El Projecte Uruz va ser iniciat el 2013 per la True Nature Foundation. i presentat a TEDx DeExtinction, una conferència d'un dia organitzat per la Long Now Foundation amb el suport de TED i en col·laboració amb la National Geographic Society, per mostrar les perspectives de tornar a la vida d'espècies extingides. El moviment desextinció és encapçalat per la Long Now Foundation.
Tècnicament, Bos primigenius no està completament extingit. La subespècie salvatge B. p. primigenius, indicus i africanus ho són, però l'espècie encara està representada pel bestiar domèstic. La majoria, o totes, de les característiques rellevants dels urs i, per tant, de l'ADN subjacent, necessàries per “reproduir” un tipus de bestiar semblant als urs es poden trobar a B. p. taurus. El bestiar domèstic es va originar a l'Orient Mitjà i també hi ha hagut introgressió d'urs europeus al bestiar domèstic a l'antiguitat. L'objectiu del Projecte Uruz és recopilar totes les dades rellevants i reunir les característiques dels urs dispersos i, per tant, l'ADN, en un animal.
El projecte es diferencia d'altres projectes històrics i més recents de reproducció d'urs, ja que combina la genòmica i les regles clàssiques d'herència mendeliana per desenvolupar l'estratègia de cria més eficaç. Les races de bestiar fundadores primitives se seleccionen acuradament i es redueix al mínim el nombre de races de bestiar utilitzades.

## Antecedents

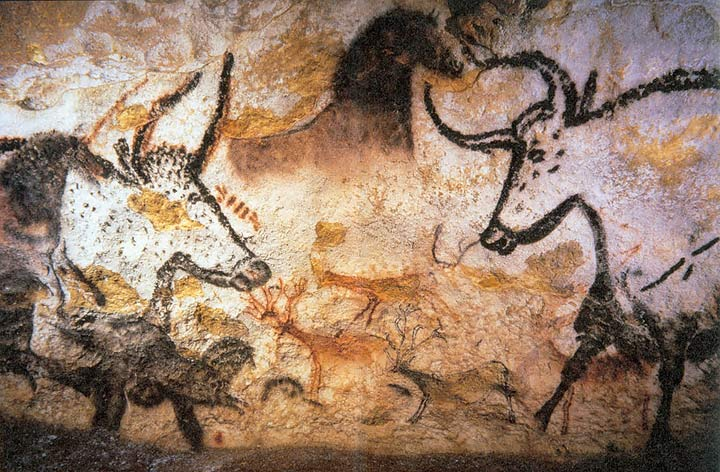
Urs en una pintura rupestre a Lascaux, França

Els projectes de restauració ecològica no es poden completar sense recuperar aquests elements clau que ajuden a modelar i remodelar els paisatges salvatges. L'ur europeu (Bos p. primigenius) era un herbívor boví salvatge gran i de llargues banyes que va existir des de l'extrem més occidental d'Europa fins a Sibèria a l'actual Rússia. Els urs han tingut un paper important en la història de la humanitat. Sovint es representen en art rupestre, incloses les famoses pintures rupestres ben conservades realitzades pels cromanyons a les coves de Lascaux, estimades en 17.300 anys. Sovint es caçaven per menjar urs i altres grans animals representats en l'art rupestre paleolític. La caça i la pèrdua d'hàbitat causades pels humans, inclosa la conversió de terres agrícoles, van provocar que els urs s'extingissin el 1627, quan l'últim individu, una femella, va morir al bosc de Jaktorów de Polònia.

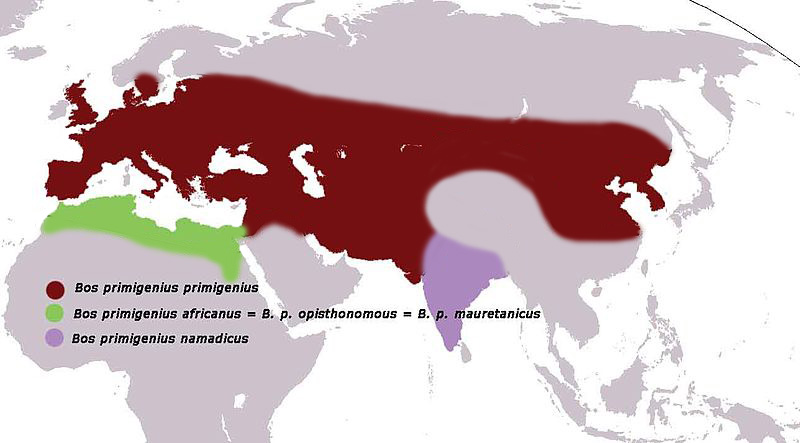
Antiga àrea de distribució dels urs

L'ur és una de les espècies clau que falta a Europa. Els seus patrons de pasturatge i navegació, el trepig del terra i la femta van tenir un profund impacte en la vegetació i els paisatges que habitaven. El pasturatge dona lloc a una major varietat d'espècies vegetals, estructures i nínxols ecològics en un paisatge que beneficia tant la biodiversitat com la producció. L'objectiu final del Projecte Uruz és criar els urs per recrear, mantenir i millorar la biodiversitat i les característiques dels ecosistemes naturals d'Europa.

## Estratègia de cria
El Projecte Uruz té com a objectiu criar una raça de bestiar semblant als urs a partir d'un nombre limitat de races de bestiar primitives acuradament seleccionades amb característiques conegudes dels urs. El projecte empra bestiar Sayaguesa, Maremmana primitiva o la vedella grisa hongaresa, Chianina i Watusi. El genoma dels urs s’ha reconstruït completament i serveix de base per a la reconstrucció dels urs.
El projecte planeja utilitzar les dades d'ADN dels urs per avaluar els resultats de la reproducció i l'edició del genoma, un nou camp de la ciència, per eliminar gens equivocats de manera que les característiques que no són específiques dels urs no heretin i tornin en generacions posteriors.
Per obtenir les característiques desitjades de dues races en una raça, el projecte realitza creuaments amb dues races de bestiar dins d'una combinació creuada. La F1 serà (pràcticament) homogènia. El creuament d'aquests F1 entre si donarà com a resultat teòricament tots els fenotips dins de la corba de campana fenotípica d'una raça A o una raça B i la morfologia de les dues races. S'han establert dues línies de reproducció amb dues races per línia de reproducció, és a dir, una línia de reproducció de Chianina × Watusi i l'altra línia de reproducció Sayaguesa × Maremmana. Una vegada que els descendents de Chianina × Watusi i Sayaguesa × Maremmana del (veritable) F2 estiguin disponibles en ambdós sexes, el projecte continuarà amb un (veritable) F3 mentre continuarà augmentant l'addicional (veritable) F2 de la generació F1 al llarg de la seva vida reproductiva. En adherir-se a aquesta estratègia de reproducció, es crearà més estabilitat que amb un encreuament aleatori basat en el fenotip.
S'han escollit dues races semblants als urs que es criaran sense creuar altres races. Només s'utilitzarà la selecció com a eina per generar una morfologia semblant als urs. Aquestes dues són les races bovines Barrosã i Maronesa del nord de Portugal.

## Criteris de selecció

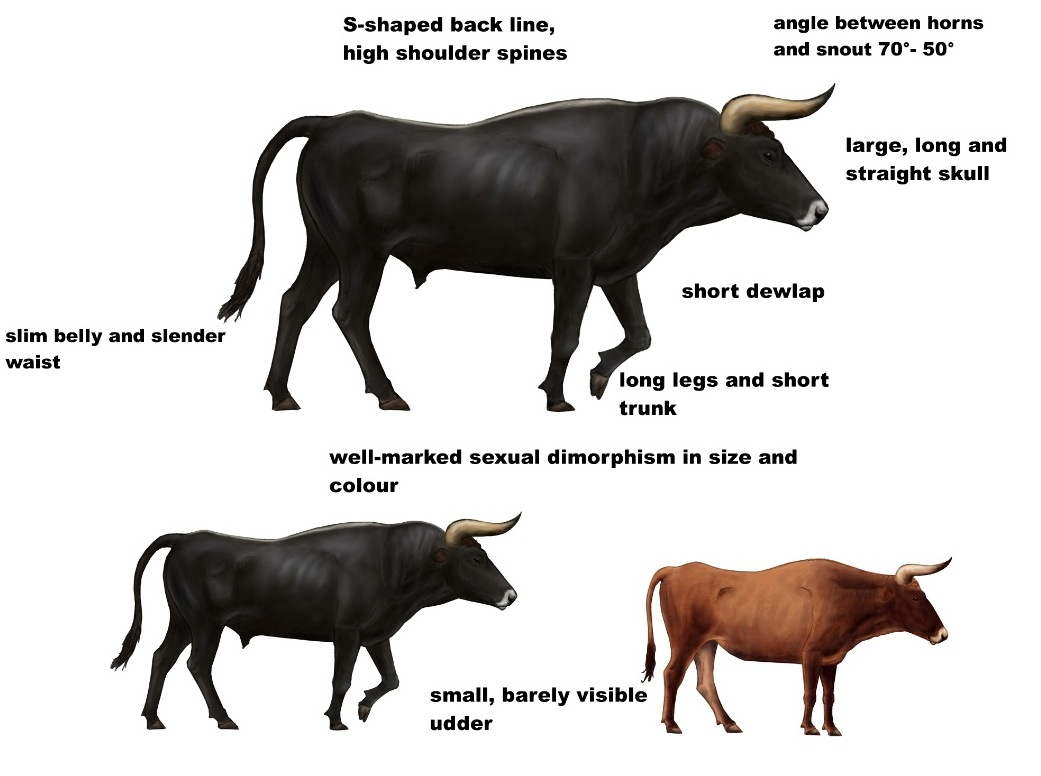
Característiques físiques dels urs

Per avaluar i definir l'aparença i el comportament de l'ur, el Projecte Uruz integra coneixements i experiència de múltiples disciplines científiques, que inclouen l'arqueozoologia, l'arqueologia, la ramaderia, l'ecologia, la recerca forense zoològica, la genètica antiga i la biologia molecular. S'han establert criteris de selecció física tant per als bous com per a les vaques. Això inclou tant el fenotip, inclosa l'alçada de les espatlles, la construcció general, la coloració, el cap, les banyes i el pelatge, com el comportament i l'ús socioecològic del terreny i la vegetació.

## Progrés i resultats de l'encreuament
Els primers ramats reproductors s'han establert a Alemanya i als Països Baixos. S'estan preparant per iniciar diversos ramats a Portugal, Espanya, República Txeca i Romania.

## Associacions
El Projecte Uruz va establir associacions a llarg termini amb la Long Now Foundation, Kloster Lorsch, Förderkreis Große Pflanzenfresser im Kreis Bergstraße eV, European Wildlife, SAVE Foundation, així com el Laboratori de Genòmica Animal de la Universitat de Dublín, el Laboratori de Genòmica Animal de la Universitat de Potsdam i els laboratoris de genòmica als Estats Units.